# Kurt Bartsch
Kurt Bartsch (n. 10 iulie 1937, Berlin – d. 17 ianuarie 2010, Berlin) a fost un autor german de literatură lirică și  proză.

## Biografie
După bacalaureat, Bartsch a lucrat în diferite profesii, printre altele ca șofer, vânzător de sicrie, funcționar, muncitor în depozite, sau ca asistent de lector. Din anul 1964 începe să studieze germanistică la Institutul pentru Literatură „Johannes R. Becher“ din Leipzig. Din cauza unui protest anticomunist din timpul lui Erich Honecker a fost nevoit să întrerupă în anul 1979 studiul fiind exclus și din Uniunea Scriitorilor din RDG. Reușește să obțină în anul 1980 viza de intrare în Berlinul de Vest.

## Opere
- Zugluft, Gedichte, Sprüche, Parodien Berlin (Aufbau) 1968
- Scheunenviertel, Berlin 1968
- Poesiealbum 13. Gedichte. Berlin (Neues Leben) 1968
- Orpheus. Operette für Schauspieler 1970 (Musik v. Reiner Bredemeyer)
- Die Lachmaschine. Gedichte, Songs und ein Prosafragment. Berlin (Wagenbach) 1971
- Kalte Küche. Parodien. Berlin (Aufbau) 1974
- Die Goldgräber. Der Strick. Der Bauch. Drei Einakter, in: Theater der Zeit. 1977
- Der Bauch und andere Songspiele. Berlin (Aufbau) 1977
- Kaderakte. Gedichte und Prosa. Reinbek (Rowohlt) 1979 ISBN 3-49925-128-0
- Wir haben Illusionen verloren. (Am pierdut iluziile) scrisoare deschisă, 1980
- Wadzeck. Roman. Reinbek (Rowohlt) 1980 ISBN 3-49925-141-8
- Die Hölderlinie. Berlin (editura Rotbuch) 1983 ISBN 3-88022-277-0
- Leiche im Keller (transpus pe ecran în filmul serial Tatort cu Manfred Krug si Charles Brauer, Regie: Pete Ariel) si „Checkpoint Charlie“, Hörspiele, 1986
- „Fanny Holzbein“'. Ullstein Verlag, Berlin 2004 ISBN 3-55008-605-9